# Пассивное курение

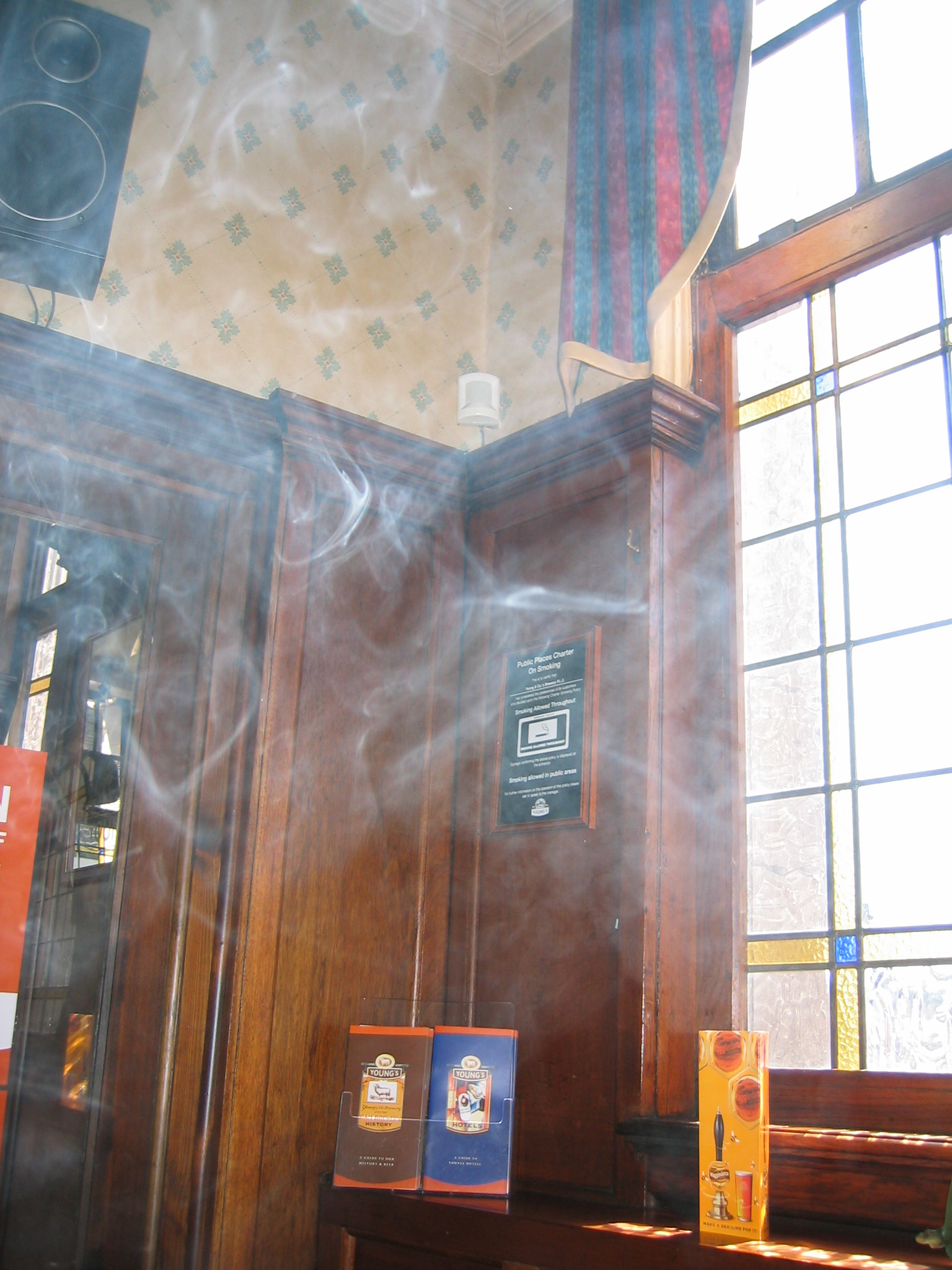
Табачный дым в ирландском пабе перед вступлением в силу запрета на курение в закрытых помещениях 29 марта 2004 года

Пассивное курение (также вторичное или «англ. second-hand» курение) — процесс вдыхания побочного или вторичного табачного дыма вместе с воздухом людьми, которые находятся вблизи курящего человека.
В процессе курения сигареты около половины дыма уходит в окружающую среду и становится угрозой для здоровья окружающих. Пассивные курильщики подвергаются воздействию тех же токсических веществ, что и активные: в дыме одной сигареты содержится по разным данным от 4000 до более 7000 химических веществ, включая 69 доказанных канцерогенов и 250 компонентов с цитотоксическим действием. Но концентрация вредных веществ во вторичном дыме превышает их содержание в первичном, а размер частиц химических соединений меньше, поэтому они обладают большей проникающей способностью.
По данным ВОЗ за 2017 год, пассивное курение являлось причиной около 200 тысяч смертей от сердечно-сосудистых заболеваний. Кроме того, пассивное курение в сочетании с неблагоприятной экологической ситуацией окружающей среды приводит к серьёзным нарушениям генофонда и ухудшению здоровья населения. Генетический вред от табачных канцерогенов может проявляться через несколько поколений. У беременных, регулярно контактирующих с табачным дымом, повышается шанс родить недоношенного ребёнка или ребёнка с низкой массой тела. Дети курящих родителей подвергаются повышенному риску развития синдрома внезапной детской смерти (СВДС), острых респираторных инфекций и развития тяжёлых форм астмы и других заболеваний. Их лёгкие развиваются медленнее, чем у сверстников, которые растут в незадымлённой атмосфере. Во взрослом возрасте пассивное курение может стать причиной развития:
- ряда онкологических заболеваний: рака лёгкого, молочной железы, полости рта, гортани, желудка, поджелудочной железы, мочевого пузыря, носовых пазух и носоглотки, а также рака мозга у детей и почечно-клеточной карциномы;
- ряда сердечно-сосудистых заболеваний: ишемической болезни сердца, атеросклероза, снижения вариабельности сердечного ритма и парасимпатической модуляции, стенокардии, инфаркта миокарда и другое;
- ряда заболеваний дыхательной системы, уха, горла и носа, включая, астму, воспаления среднего уха, бронхит, хроническую обструктивную болезнь лёгких и другие;
- нарушения умственной деятельности и деменции в пожилом возрасте;
- муковисцидоза и ряда генетических расстройств.

## Исследования
Исследования вреда вторичного табачного дыма начали публиковать в первой трети XX века. В 1928 году в Германии провели исследования, связывающие развитие рака лёгких и пассивное курение. После многочисленных метаанализов последующих лет немецкие учёные установили, что «курение, несомненно, увеличивает риск рака ротовой полости, пищевода, гортани и лёгких». В 1936 году врач Фриц Ликинт ввёл в научный оборот термин «пассивное курение». Он использовал его в сборнике работ «Потребление табака и здоровье» (нем. Tabak Genuss und Gesundheit) для описания причин развития рака лёгких у женщин, чьи мужья курили. В последующие годы вред курения активно изучался в нацистской Германии, где была развёрнута государственная антитабачная программа. Тем не менее табачная индустрия называла результаты подобных исследований ненаучными, обвиняя немецких учёных в «нацистском фанатизме».
Во второй половине XX века исследования о вреде активного и пассивного курения начали появляться по всему миру. Так, главный врач США опубликовал в 1964-м доклад «Табак или здоровье», который ознаменовал начало официальной кампании общественного здравоохранения против курения в стране. Благодаря дальнейшей просветительской работе медиков и активистов к 1974 году около 30 % населения США знало о связи сигарет и рака лёгких, к 1986-му — более 80 %. Негативное отношение к курению стимулировало изучение влияния вторичного сигаретного дыма на здоровье некурящих. Негативный эффект от вдыхания компонентов табачного дыма (оксид углерода, никотин, альдегиды, акролеин и т. д.) подтвердили многочисленные исследования в США, Франции и других странах. Так эксперимент 1977 года доказал, что восьмичасовое пребывание в задымлённом помещении соответствует эффекту от 5 сигарет.
К началу XXI века было установлено, что экспозиция табачного дыма в окружающей среде провоцирует преждевременную смерть и развитие ряда болезней как у детей, так и у взрослых. Научные данные подтвердили, что не существует безопасного уровня воздействия вторичного табачного дыма.

## Состав дыма и механизм воздействия
Основные компоненты табака

Свинец;  Никель; Бензен; 

Стирол; Толуол; Катехол; 

Фенол; 2-Нитропропан;

Ацетамид; Акрилонитрил; 

Монооксид углерода; Цианистый водород (Синильная кислота);

Никотин; Оксид азота;

Табачный дёготь (смола);

Винилхлорид;  Радиоактивные компоненты (Полоний-210, Свинец-210, Калий-40, Радий-226, Радий-228, Торий-228, Цезий-134, Цезий-137).
Во время курения сигареты, дым, который вдыхает непосредственно курильщик, и побочный, который воздействует на окружающих. Компоненты обоих сходны между собой, их состав по разным данным насчитывает от 4000 до более 7000 химических веществ), включая 69 доказанных канцерогенов и 250 компонентов с цитотоксическим действием. Пассивные курильщики подвергаются воздействию тех же токсических веществ, что и активные курильщики. Например, исследователями подсчитано, что во время курения половина никотина из одной сигареты вместе с табачным дымом попадает в окружающий воздух. Но во вторичном дыме в бо́льших количествах образуются такие соединения, как аммиак, амины (включая ароматические) и летучие канцерогенные N-нитрозамины. Например, бензопиренов во вторичном табачном дыме в 3,4—4 раза больше, монооксида углерода — в 5 раз, аммиака — в 45 раз, смол и никотина — в 5 раз. В целом, концентрация вредных веществ во вторичном дыме выше, чем в первичном. Размер частиц химических соединений в побочной струе табачного дыма меньше, чем в основной (0,02-0,1 мкм против 0,1—1,0 мкм), поэтому они обладают большей проникающей способностью.
От общего объёма дыма сигареты в окружающую среду уходит около 50 %. В течение часа после выкуривания одной сигареты в большой комнате загрязнённость воздуха остаётся в 20 раз выше. Кроме того, известно, что взаимодействие компонентов табачного дыма с другими веществами, находящимися в атмосфере, увеличивает токсичность химических соединений в воздухе. К примеру, оседая в помещении, активный никотин взаимодействует с веществами, содержащимися в окружающей среде, и переходит в родственные ему высококанцерогенные нитрозамины. В целом, загрязнённость воздуха вблизи курящего человека в 4,5 раза выше загрязнённости от выхлопных газов автомобиля. И пассивное курение одной сигареты токсичнее, чем нахождение в течение 30 минут рядом с работающим дизельным двигателем.
В 2018 году учёные установили, что некурящие вдыхают до 14 мг высококанцерогенных компонентов табачного дыма, которые задерживаются в лёгких до 70 дней. Дезинтоксикация никотина происходит в печени, где происходит превращение никотина в менее активный котинин. Большая часть адсорбированного никотина быстро распадается в организме, частично выводится почками.
Общие риски от активного и пассивного курения отличаются только за счёт разной дозы канцерогенных веществ. Они в свою очередь зависят от способа потребления табака и уровня табачной зависимости. Например, средний сеанс выкуривания сигареты длится 5 минут, кальяна — 40 минут. Во втором случае генерируется в 40 раз больше табачного дыма, в 35 раз больше — угарного газа, в 4 раза больше — канцерогенных веществ. Сигары дают слабощелочной дым с высокой концентрацией свободного никотина, который легче растворяется в слюне. Повышенное содержание нитратов в сигарном дыме приводит к более высокой концентрации в дыме оксидов азота, канцерогенных нитрозамина и аммиака, канцерогенных полициклических ароматических углеводородов. Электронные сигареты не образуют побочного аэрозоля, вторичный дым  полностью состоит из того, что курильщик выдыхает после вдыхания. Он может содержать формальдегид, акролеин, изопрен, ацетальдегид и уксусную кислоту, уровни которых в 5—40 раз ниже, чем у сгоревшей сигареты. Сумма 16 измеренных полициклических ароматических углеводородов увеличилась на 30—90%. Хотя уровни токсичных компонентов в аэрозоле электронных сигарет намного ниже, чем в сигаретном дыме, они все равно способны оказывать негативное воздействие. И учёные отмечают необходимость дальнейших исследований в этой сфере.
Предположительно, механизмы развития рака лёгких при вдыхании вторичного дыма аналогичны тем, которые наблюдаются у курильщиков. Так, в моче пассивных курильщиков обнаружены те же метаболиты специфических для табака канцерогенов. К серьёзным нарушениям функций тканей приводит, например, взаимодействие монооксида углерода с гемоглобином. Продукт этой реакции, карбоксигемоглобин, замедляет снабжение кислородом клеток органов. Наиболее опасным компонентом табачного дыма является диметилнитрозамин, канцерогенному действию которого не может противостоять ни один вид животных. Также сильным канцерогенным действием обладает бензопирен, которому принадлежит главная роль в развитии злокачественных заболеваний. Его содержание в побочном потоке в 50-100 раз больше, чем в основном.
Табачный дым провоцирует «окислительный стресс», создающий структурные и функциональные нарушения респираторного тракта. Высокая продукция активных форм кислорода, а также альдегиды и другие химические соединения табака провоцируют хронический воспалительный процесс в дыхательных путях. Свободные радикалы изменяют структуру белков и характер иммунного ответа. Происходит сокращение гладкой мускулатуры, нарушается функционирование β-адренорецепторов, стимулируется бронхиальная секреция, изменяется тонус гладкой мускулатуры сосудов лёгких, снижается активность сурфактанта. Компоненты табачного дыма обладают выраженными генотоксическими свойствами.
При пассивном и активном курении частицы дыма распространяются в дыхательных путях, оседая на их поверхности. Они относятся к аэрозольным частицам с нано- и субмикронными размерами. Табачный аэрозоль в закрытых помещениях является главным источником вдыхаемых вредных частиц. Системы отопления, вентиляции и кондиционирования воздуха не могут контролировать воздействие пассивного курения. Наоборот, зачастую они способствуют распространению частиц по всему зданию. Дома и рабочие офисы являются преобладающими местами воздействия вторичного табачного дыма. Но загрязнённая окружающая среда встречается также в ресторанах, барах, казино, игровых залах и транспортных средствах.

## Влияние на здоровье
Табакокурение наносит вред не только самому курильщику, но и окружающим его людям. Они подвергаются влиянию никотина, канцерогенов и вредных веществ в задымлённых рабочих и жилых помещениях, в общественных местах. При этом вредные компоненты дыма попадают в организм как через дыхательные пути, так и через кожу, слизистые оболочки глаз, ротовую полость. Оседая на предметах быта, одежду, волосы, они оказывают длительное пагубное воздействие на здоровье человека. В 2006 году главный хирург США признал, что безопасного уровня концентрации табачного дыма не существует. Эффект даже от кратковременного пассивного курения часто почти такой же, как и от активного.
По опросам ВОЗ, в 2016 году около 12,7 миллиона человек во всём мире подвергалось пассивному курению в закрытых помещениях на рабочих местах в течение предыдущего месяца. На долю пассивного курения приходилось около 600 тысяч случаев смертей, связанных с табаком. К ним относилось 87 % ежегодного числа смертей от рака лёгких, 82 % смертей от хронической лёгочной обструкции (бронхит, эмфизема), а также 21 % смертей от сердечно-сосудистых заболеваний. Случаи детской смертности от пассивного курения чаще фиксируют в семьях с низким и средним уровнями дохода, так как их члены больше подвергаются воздействию вторичного табачного дыма. К 2019 году число связанных со вторичным табачным дымом смертей составило, по разным данным, от 900 тысяч до 1 миллиона человек.

### Риски для детей и беременных
Традиционно курение более распространено среди мужчин, поэтому женщины и дети чаще подвергаются воздействию вторичного табачного дыма и сталкиваются со связанными с ним заболеваниями. Так, по данным ВОЗ за 2016 год, во всём мире от экспозиции вторичного дыма страдало более трети женщин старше 15 лет. Уровень распространённости пассивного курения во время беременности разнился в зависимости от страны, достигая 91,6 % в Пакистане.
В первое десятилетие XXI века, по данным Всемирной организации здравоохранения (ВОЗ), почти половина детей в мире подвергалась пассивному курению (около 700 миллионов). Так, в период с 1999 по 2005 год 44 % опрошенных несовершеннолетних страдало от вторичного табачного дыма дома, у 47 % — курил, по крайней мере, один из родителей. Глобальный опрос молодёжи о курении (англ. Global Youth Tobacco Survey) того периода в Европе показал, что в половине из 33 стран исследования наблюдались высокие уровни воздействия вторичного табачного дыма — до 80 % дома или в закрытых общественных пространствах. При этом на тот момент уже была широко известна связь пассивного курения с рядом респираторных и инфекционных заболеваний у детей (например, с бронхитом, пневмонией, астмой, инфекциями среднего уха, нарушениями функции лёгких), а также проявлениями хронического кашля и хрипов, смертностью в колыбели, и, предположительно, сердечно-сосудистыми и неврологическими осложнениями. Специалисты отмечали необходимость ужесточения мер по защите детей от негативного воздействия, во многих странах были введены соответствующие ограничения.
Принятая в 2003-м Рамочная конвенция по борьбе против табака является основным международным договором, регулирующим сферу и защищающим право некурящих на чистый воздух. Она предусматривает ограничения курения на общественных площадках, в школах и детских садах. Рекомендации ВОЗ нашли отражение в законодательных актах разных стран. Согласно Глобальному исследованию употребления табака среди молодёжи 2015 года, введение мер позволило снизить экспозицию табачного дыма в домах, к 2015 году с ней сталкивалось только уже 28,5—40,1 % подростков (33,8—39,0 % — с экспозицией на территории общественных пространств).
Беременность
Основные риски пассивного курения для беременных

самопроизвольный выкидыш или преждевременные роды;

рождения недоношенных детей;

перинатальная смертность младенца;

бронхолегочные патологии и вторичные иммунодефицитные состояния новорождённого;

различные проблемы физического и психического развития новорождённого.
Первые отчёты о неблагоприятном воздействии табачного дыма в окружающей среде на здоровье детей начали публиковать с 1967 года. Было установлено, что независимо от содержания никотина, вдыхание вторичного дыма может привести к различной степени гипоксии плода, что связано с проникновением монооксида углерода в его кровь. Кроме того, продукты сгорания табака влияют на состояние внутриматочной среды, что влечёт развитие внутриутробных инфекций, бронхолёгочных патологий и вторичных иммунодефицитов у младенца. Ряд исследований, опубликованных до 2011 года, и отчёты Главного хирурга США подтверждают, что вдыхание вторичного дыма повышает риск выкидыша на 11 %.
Вредная привычка родителей увеличивает склонность их потомства к хронической патологии лёгких, так как генетическая программа развития органа сложна и подвержена влиянию факторов внешней среды. Никотин, как основное действующее вещество табачного дыма, напрямую связан с повреждением ДНК. И задымлённость помещений, в которых проживает или работает беременная, может привести к:
- снижению способности дыхательной системы плода к эффективному газообмену,
- нарушению организации генетического материала,
- персистированию оппортунистических и латентных инфекций,
- возникновению дефектов нервной трубки,
- повышению восприимчивости будущего ребёнка к лёгочным инфекциям и преждевременному старению.

Беременные женщины, члены семей которых курят, почти в 3 раза чаще страдают от приступов бронхиальной астмы по сравнению с теми, кто не подвергается воздействию табачного дыма. У них также регистрируют различные нарушения маточно-плацентарного кровотока, что способствует развитию опасных для плода кровотечений. Пассивное курение беременных может вызвать преждевременное отслоение плаценты или хроническую гипоксию, что, как правило, влечёт гибель плода. Кроме того, регулярное пассивное курение беременной на 22 % повышает риск недостаточной массы тела плода при рождении, а также риск преждевременного прекращения кормления грудью. У них на 50 % возрастает шанс родить ребёнка с расщелиной губы и нёба, что сопоставимо с рисками от активного курения во время беременности.
Опросы рожениц в региональных отделениях российских больниц 2016 года показали, что более половины подвергалось пассивному курению, из них 56 % — дома, 16 % на улице. В связи с высоким уровнем домашнего пассивного курения эксперты отмечают важность работы медицинского персонала с партнёрами и членами семей беременных женщин.
Кормление грудью
Попадая в кровь кормящей женщины, токсические продукты табачного дыма воздействуют на центры головного мозга, что приводит к снижению образования лактогенных гормонов и нарушению процесса молокообразования. Они также беспрепятственно проникают через молочные железы в молоко и вместе с ним попадают в организм ребёнка. Это может вести к острому отравлению грудных детей, их привыканию и развитию у них «табачной наркомании».
Кормление грудного ребёнка в задымлённом помещении негативно сказывается на его нервной системе. Дети, вдыхающие вторичный дым, могут страдать расстройствами сна, частыми сменами настроения, раздражительностью, снижением аппетита и изменением вкусовых ощущений. Также вредная привычка родителей ведёт к увеличению частоты острых инфекций нижних дыхательных путей в первые два года жизни ребёнка. Так, контроль за молодыми китайскими матерями в первые 18 месяцев после родов показал, что их пассивное курение увеличивало количество обращений за медицинской помощью и госпитализаций для детей на 20—30 %. Если с экспозицией вторичного дыма сталкивался также и ребёнок, то показатель возрастал ещё на 10-30 % в зависимости от числа курильщиков в доме. По оценкам австралийских исследователей, курящие родители ответственны за каждые 500—2500 случаев госпитализаций и за 1—5 тысяч случаев заболеваний респираторными инфекциями на каждые 100 тысяч детей.
Материнское курение является главной устранимой причиной синдрома внезапной смерти младенца, а также недостаточной массы тела и ослабленной функции лёгких. Так, только в случае с СВДС перинатальное курение вдвое увеличивает риски. Опросы 2017 года, проведённые в семьях, потерявших детей вследствие внезапной смерти, установили, что матери курили как во время беременности (61 % случаев), так и после (59 %). Опубликованные в 2003 году исследования тасманских детей в возрасте до года показали, что курение матери при вскармливании повышает риск госпитализации на 95 %, курение при укачивании на руках — на 73 %, в той же комнате — на 56 %. В возрасте до трёх лет курение матери повышает риск острых заболеваний нижних дыхательных путей на 57 %, других членов семьи — на 29 %.
Дети
Основные риски пассивного курения для детей
астма;
лёгочные инфекции;
воспаление среднего уха;
осложнения при бронхите;
повышенный риск заболевания туберкулёзом;
задержки в физическом и психологическом развитии;
развитие кариеса.
Первые данные, документально подтверждающие неблагоприятный эффект от курения родителей на здоровье детей, начали публиковать в конце 1960-х годов. Лёгкие ребёнка меньше, его иммунная система менее развита, что повышает риск заболеваний, связанных с экспозицией вторичного дыма. Дети дышат чаще и вдыхают больше вредных веществ в пересчёте на массу тела. Таким образом вредная привычка взрослых домочадцев является, возможно, наиболее распространённым и опасным фактором воздействия окружающей среды на них.
Последствия пассивного курения у детей отличаются: они чаще страдают от респираторных заболеваний, нарушений психической деятельности или поведения, взрослые — от заболеваний сердечно-сосудистой системы. Так, вредная привычка членов семьи может спровоцировать развитие бронхиальной астмы у ребёнка. По данным Управления по охране окружающей среды, пассивное курение ежегодно приводит к 8—26 тысячам случаев астмы среди детей только в США. Примерно 40 % от общего числа детей-астматиков во всём мире являются пассивными курильщиками. Зачастую курение матери оказывает большее влияние на развитие астмы, чем курение отца. Но симптомы и степень проявления болезни могут варьироваться в зависимости от возраста, что затрудняет оценку рисков для здоровья детей. Тем не менее, они улучшаются в 90 % случаев отказа родителей от вредной привычки. Вдыхание вторичного дыма вызывает более тяжёлое течение астмы: повышенную частоту приступов, количество посещений врача и госпитализаций, круглогодичное проявление приступов. Пассивное курение в детстве может также привести к отсроченному развитию болезни с возрастом.
Пассивное курение является важным фактором хронического кашля у детей. Среди респираторных заболеваний, которые могут быть спровоцированы вредной привычкой родителей — пневмония и бронхит. Так, анализ детей, поступающих в больницы Великобритании с подозрением на бронхиолит, показал, что они в три раза чаще растут в задымлённой атмосфере. При контакте с носителем туберкулёза молодые пассивные курильщики чаще подхватывали болезнь. Они также более вероятно страдают от инфекций дыхательных путей и среднего отита, инвазивной менингококковой болезни, а степень заболеваемости возрастает с увеличением воздействия. Так, по данным метаанализа 2012 года курение матери в послеродовой период на 62 % повышает риск инфекций среднего уха. Ежегодно более 130 тысяч случаев этого заболевания в Великобритании и более 292 тысяч в США были напрямую связаны с воздействием экспозиции табачного дыма в домашних условиях. Кроме того, ряд опросов обнаруживает связь между пассивным курением и нарушением дыхания ребёнка во сне.
Связь между пассивным курением в детстве и развитием аллергии неоднозначна. Например, по данным исследований 1986 года у детей курящих матерей наблюдался повышенный уровень IgE, что отражало влияние внутриутробного воздействия табачного дыма на иммунную систему плода. У таких детей в четыре раза чаще развивались аллергические заболевания к 18 месяцам. Однако другие исследования не повторили эти результаты.
Пассивное курение детей также влияет на проявления врождённых дефектов развития и сердечно-сосудистых патологий, нейрокогнитивных дефицитов, замедление физического и психического развития. Так, под влиянием табачного дыма у детей может развиться дефицит внимания и гиперактивное поведение, за счёт нарушения процессов клеточной коммуникации. А повышенный уровень котинина в слюне малолетних пассивных курильщиков способствует образованию кариеса. Замечено, что дети курящих родителей, вероятно, сами начнут курить в подростковом или зрелом возрасте.

### Влияние на развитие рака
Пассивное курение раздражает слизистые, негативно влияет на ткани дыхательных органов в целом и в частности увеличивает риск развития рака лёгкого на 15—34 %. Рак молочной железы у вторичных курильщиков формируется на 70 % чаще, чем не подверженных дыму людей, почечно-клеточной карциномы — на 13 %. С пассивным курением связано развитие злокачественных опухолей и других органов: полости рта, гортани, желудка, поджелудочной железы, мочевого пузыря, а также рака мозга у детей. Если о связи курения и рака органов дыхательной системы известно с 1960-х годов, то о влиянии пассивного курения на развитие злокачественных опухолей других локализаций учёные активно сообщали с 1980-х годов:
- Вторичный дым обладает бо́льшим воздействием на развитие рака лёгких, чем другие загрязнители окружающей среды. Только в США вторичный дым связан более чем с 3 тысячами смертей от рака лёгких ежегодно[4][44]. В 2004 году в России, Молдове, Беларуси и Украине общее число смертей от заболеваний, связанных с курением, превышало 30 человек на каждые 100 тысяч жителей[45]. По данным Росстата, в 2018 году в России умерло более 1 миллиона человек от болезней системы кровообращения и новообразований, основным фактором возникновения которых признано активное и пассивное курение[46].
- Связь между пассивным курением и развитием рака верхних дыхательных путей, включая полость носовых пазух и носоглотки, является биологически вероятной, так как вторичный дым воздействует непосредственно на слизистые. Так, исследования 1990—1993 годов показали, что пассивное курение связано с трёхкратным увеличением риска рака носовых пазух после поправки на другие возможные факторы. Однако исследователи отмечали недостаточность выборки[4].
- Исследования 1981 года в Японии зафиксировали увеличение риска рака шейки матки на 15 % под влиянием пассивного курения. Позднее основным фактором развития злокачественных опухолей шейки матки были признаны вирусы, передаваемые половым путем (в особенности ВПЧ). Но большинство исследований, в которых инфицирование конкретными типами вируса не учитывалось, зафиксировали примерно удвоенный риск среди курильщиков по сравнению с никогда не курившими[4][36][47]. Также существуют отдельные данные о роли пассивного курения в этиологии интраэпителиальной неоплазии шейки матки, но медики отмечают необходимость дальнейших исследований в этой области[4].
- Эпидемиологических доказательств связи экспозицией вторичного табачного дыма и риском опухоли головного мозга недостаточны[48].
- У некурящих, подвергающихся воздействию вторичного табачного дыма, были обнаружены более высокие уровни аддукта гемоглобина и установленного канцерогена в развитии рака мочевого пузыря — 4-аминобифенила[48]. Вдыхание вторичного дыма увеличивает риск развития заболевания на 44 %[49].
- Пассивное курение может быть связано с развитием рака груди. Известно, что компоненты сигаретного дыма достигают тканей за пределами дыхательной системы. Так, его мутагены были обнаружены в аспиратах из сосков курящих женщин, не кормящих грудью. Кроме того, курение имеет антиэстрогенные последствия, что связано с сокращением возраста наступления менопаузы и более низким риском рака эндометрия. По оценкам 2005 года риски для пассивных курильщиц молодого возраста возрастали на 68 %, для женщин всех возрастов — более чем в два раза[4][50].

Исследования, связывающие другие локализации рака у взрослых и экспозицию табачного дыма, в целом недостаточны.
Женщины более восприимчивы к канцерогенному воздействию табачного дыма. Так, по данным 2015 года, около 1 % преждевременно умерших людей во всём мире погибли из-за пассивного курения, и бо́льшую часть из них составили женщины (48 %), доли мужчин и детей были сравнительно сопоставимы — 26 % и 28 % соответственно. Связь вредной привычки мужей с заболеваемостью их жён была научно установлена уже во второй половине XX века. Например, в 1982 году японские учёные представили данные о 14-летнем исследовании смертности от рака лёгких среди более 91 тысяч японок, чьи мужья курили. Такие женщины имели риск развития рака лёгкого в 1,5—2 раза выше, чем женщины, мужья которых совсем не употребляли табак. К 2017 году в Германии и других странах было установлено, что более 60 % женщин с диагностированным раком лёгких жили с мужьями, которые выкуривали в день не менее пачки сигарет. Продолжительность жизни этих пассивных курильщиков была в среднем на 4 года меньше, чем у жён некурящих мужей. В целом риск заболевания раком лёгкого для жён курильщиков выше на 20—50 %.

### Влияние на дыхательную систему
Анализов влияния пассивного курения на дыхательную систему взрослых меньше, чем аналогичных исследований на детях. Это связано с тем, что заболевания могут клинически проявляться после десятилетий воздействия вторичного табачного дыма, и оценить масштабы пассивного курения на таком длительном промежутке сложно. Тем не менее установлено, что:
- Табачный дым способствует увеличению чувствительности ткани дыхательных путей к различным загрязнителям[52][53][2].
- Активное и пассивное табакокурение связано с 90 % случаев хронической обструктивной болезни лёгких (ХОБЛ)[52][53]. Но исследования в этой области неоднозначны, и по состоянию на 2016 год ряд исследований не подтвердил существенных различий в распространённости ХОБЛ между никогда не курившими больными, и теми, кто подвергался воздействию исключительно вторичного табачного дыма[2].
- Вторичное курение может усугубить состояние больных с муковисцидозом — заболеванием, характеризующимся рецидивирующими и хроническими лёгочными инфекциями[48].
- Если некурящий находится в задымлённой среде в течение восьмичасового рабочего дня, то относительный риск развития хронического бронхита увеличивается в 3 раза[51].
- Пассивные курильщики на 70 % чаще предрасположены к пневмококковой инфекции[2].
- Экспозиция табачного дыма дома на 60 % увеличивает риск пневмонии у взрослых[2].
- Вторичные курильщики чаще страдают от бронхолёгочных заболеваний. Табачный дым резко нарушает механизм очищения бронхов, приводя к снижению активности или полной неподвижности ресничек цилиарного эпителия слизистой оболочки респираторного тракта[15]. Так, при вынужденном вдыхании окружающего табачного дыма на 21 % увеличивается заболеваемость бронхиальной астмой и ухудшается течение этого заболевания, поскольку гиперчувствительные дыхательные пути больного негативно реагируют на мелкие частицы и раздражающие газы во вторичном дыме[2]. Доказана связь между пассивным курением и синуситом[54].
- Исследований, связывающих пассивное курение и туберкулёз, сравнительно мало, но они также свидетельствуют о более высоком риске заражения для домочадцев активных курильщиков: у детей, растущих в семьях с курящими родителями, риск развития активного туберкулёза в три раза выше[2][55].

### Влияние на сердечно-сосудистую систему
Эпидемиологические данные о связи между пассивным курением и сердечными заболеваниями накапливались с середины 1980-х годов.
Доказано, что при равных дозах побочный дым является более сильным активатором тромбоцитов, чем первичный дым сигареты. У пассивных курильщиков наблюдается повышенный уровень воспалительных маркеров фибриногена и тромбоксана, а также пониженная способность кровеносных сосудов расширяться и их увеличенная жёсткость. Так, жёсткость аорты увеличивается уже в течение 4 минут пассивного курения, аналогично тому, как это происходит у активных курильщиков. У некурящих людей, которые подвергаются пассивному курению дома или на работе, повышается риск развития любых сердечно-сосудистых заболеваний на 25—30 %:
- Пассивное курение увеличивает риск ишемической болезни сердца (ИБС) примерно на 30 %[4][7].
- Активное и пассивное курение вызывают нарушения работы вегетативной нервной системы, усиление симпатического влечения, снижение вариабельности сердечного ритма и парасимпатической модуляции[58].
- Эпидемиологические исследования показали: активное и пассивное курение сигарет увеличивают риск атеросклероза, что связано с механизмом воспалительного поражения стенок артерий от компонентов табачного дыма[59].
- Пассивное курение, по разным оценкам, повышает риск развития инсульта на 20—43 %[57][6]. Подавляющее большинство инсультов, вызванных пассивным курением, приходится на женщин (по результатам анализа немецких больных, 1248 против 59 случаев) и развивается в возрасте 65—84 лет[60]. Даже непродолжительное и малоинтенсивное воздействие побочного дыма является причиной больших рисков[61].
- Ряд исследований 1999—2001 годов предполагает связь пассивного курения и развития ряда субклинических сосудистых состояний (особенно утолщения стенок сонных артерий), однако главный хирург США отмечал необходимость дальнейшего изучения результатов[4].
- Повышенное содержание монооксид углерода во вторичном дыме способствует развитию стенокардии и инфаркта миокарда, нарушает окислительно-восстановительные процессы[6]. Если один из супругов выкуривает 20 и более сигарет в день, риск для его домочадцев повышается на 58 %[4].

По данным ВОЗ за 2017 год, пассивное курение являлось причиной около 200 тысяч смертей от сердечно-сосудистых заболеваний: стенокардии, инфаркта миокарда, ишемической болезни сердца и других. Также продукты сгорания табака вызывают аритмию сердца, острую сердечную недостаточность, повышение артериального давления, склеротические изменения в кровеносных сосудах, тромбозы. Финский врач Маркку Нурминен называл вредные вещества, содержащиеся в табачном дыме, смертным приговором для пассивных курильщиков с заболеваниями коронарной системы сердца.

### Другие последствия
Установлена связь вторичного дыма с пагубным воздействием на когнитивные функции у пассивных курильщиков всех возрастов. Дети, которые регулярно вдыхают вторичный дым, демонстрируют уменьшенный словарный запас и сниженный навык к логическим рассуждениям, недостаточную успеваемость. Взрослые пассивные курильщики могут страдать различными расстройствами сна, частыми сменами настроения, раздражительностью, снижением аппетита и изменением вкусовых ощущений, тошнотой, головокружениями и общим недомоганием. Они демонстрируют дефицит повседневной проспективной памяти, снижение производительности в скорости обработки информации, способности планировать и решать пазлы. У никогда не куривших, проживавших с курильщиками несколько десятилетий, на 30 % увеличился риск развития деменции. Они также больше подвержены депрессии.
Отдельные исследования, связывают пассивное курение с повышенным риском развития сахарного диабета 2-го типа. У вынужденных курильщиков чаще обнаруживают менингококковую и пневмококковую инфекции, пародонтит и атопический дерматит.
Загрязнённая табачным дымом окружающая среда может провоцировать снижения минеральной плотности костной ткани, что влечёт развитие остеопороза и подверженность переломам. Пассивное курение нередко вызывает облитерирующий эндартериит — системное заболевание нижних конечностей, в ряде случаев заканчивающееся гангреной и ампутацией. При этом воздействие вторичного дыма может повлечь неблагоприятное течение анестезии.

## Правовое регулирование и контроль
Граждане имеют право на чистый воздух и на защиту от вторичного табачного дыма, что следует из положений о праве на наиболее достижимый уровень здоровья «Международного пакта об экономических, социальных и культурных правах» и «Всеобщей декларации прав человека». Уже к 1980-х годам власти разных стран озаботились обеспечением свободной от дыма среды в общественных местах. Например, соответствующие нормы были введены более чем в 30 штатах США. В последующие десятилетия подобные ограничения вводили и ужесточали во всём мире. Однако по оценкам экспертов в 2004 году воздействию вторичного табачного дыма подвергалось 58 % детей и 60 % взрослых, проживавших в Европейском регионе ВОЗ. Единственной надёжной защитой от пассивного курения организация признавала полный запрет потребления табака в общественных местах.
Основным международным документом, регулирующим распространённость вредной привычки, является Рамочная конвенция по борьбе против табака ВОЗ 2003 года. Восьмая статья документа направлена на защиту некурящих людей от табачного дыма в закрытых общественных и рабочих местах, в общественном транспорте. Документ предусматривает право на «благоприятную среду жизнедеятельности без окружающего табачного дыма и охрану здоровья от воздействия окружающего табачного дыма и последствий потребления табака», а также определяет национальные меры, которые необходимы для сокращения показателей потребления табака и пассивного курения. Кроме того, обязательства по введению норм для защиты детей от воздействия вторичного табачного дыма в домашних условиях прописаны в статье 24 Конвенции о правах ребёнка.
Постепенное введение законодательных норм после многочисленных заявлений медицинского сообщества о вреде табакокурения положительно сказалось на распространённости вредной привычки, как следствие, в разных странах сократились показатели пассивного курения. Только в США воздействие вторичного табачного дыма среди некурящих снизилось с 87,5 % до 25,2 % за 1988—2014 годы. Тем не менее, принятые во многих странах нормы не обеспечивают полноценную защиту населения. Так, после ограничений на курение в общественных местах Великобритании 2007 года 20 % взрослого населения по-прежнему подвергалось пассивному воздействию табака до 20 часов в неделю, а 5 % — более 20 часов в неделю. В России по состоянию на 2009 год 51,4 % взрослых жителей подвергалось воздействию вторичного табачного дыма.  17% заявляли о его экспозиции в государственных учреждениях, 10,2 % — в медицинских учреждениях, 19,7 % — на работе, 90,5 % — в барах и ночных клубах, 78,6 % — в ресторанах и 49,9 % — в кафе, 11,1 % — в школах, 29,8 % — в лицеях и университетах. Глобальный опрос взрослого населения, проведённый ВОЗ в 2016-м, зафиксировал положительную динамику. Об экспозиции табачного дыма в домах заявило 23,0% опрошенных,  42,5% — в барах и ночных клубах, 20,0% —  в ресторанах, 10,5% —  в общественном транспорте, 8,9% — в университетах, 7,3% — в кафе/кафетериях, 3,5% — в государственных учреждениях/офисах, 3,4% — в медицинских организациях, 3,1% — в школах. К 2019 году в таких развитых странах, как Люксембург и Швеция действовали запреты на курение в открытых пространствах, например, парках и зонах питания. В Финляндии курить запрещалось на балконах в жилищных кооперативах.
Введение ограничительных норм вызывает активное сопротивление табачной промышленности. С 1980-х годов, когда начали появляться первые достоверные материалы о вреде вторичного курения, производители табака спонсировали нерепрезентативные опросы населения, опровергающие предыдущие выводы. Они также убеждали общественность в негативных последствиях мер для гостинично-ресторанного бизнеса. Так, отдельные СМИ сообщали, что в 2007-м запрет на курение в питейных заведениях Великобритании привёл к закрытию более двух тысяч из них. Тем не менее, в 2003 году анализ исследований, отмечавших негативное воздействие на сферу, показал, что 94 % из них были профинансированы табачной индустрией. Табачные лоббисты продвигали в качестве альтернативы частичные запреты или внедрение вентиляционных систем, которые не обеспечивают адекватную защиту здоровья.
Мировой опыт подтверждает эффективность полного запрета на курение в общественных местах по сравнению с частичным. Так, после введения соответствующих норм в Италии в 2008-м показатели избыточной смертности от рака лёгких среди персонала общепита, которые ранее превышали средне национальный в 10—20 раз, снизились до статистически незначимых величин. Соответственно, меры повышают производительность труда. Ряд исследований 2009—2012 годов в разных странах не выявил каких-либо негативных последствий для бизнеса от запретов курения в общественных локациях. Однако в 2019 году ВОЗ признавала, что степень защиты от воздействия вторичного табачного дыма в большинстве подобных мест оставалась недостаточной.
Кроме ограничений на потребление табака ключевые меры борьбы с пассивным курением включают предоставление помощи желающим бросить, проведение национальных просветительских рекламных кампаний и введение целевых показателей в сфере охраны детей. Например, для ограничения влияния вторичного дыма на несовершеннолетних на Кипре, в Финляндии, Франции, Ирландии, Люксембурге, Мальте, Словении и Великобритании ввели запрет на употребление табака в автомобилях, где присутствуют дети. В Италии курение в автомобиле также запрещено при наличии в нём беременной женщины. Тем не менее проблема пассивного курения оставалась значимой, так как ограничения в разных странах традиционно не затрагивали частные жилища, где дети наиболее часто сталкиваются со вторичным дымом. Законодательный запрет курения в домах сложен в реализации и контроле.

## Пассивное курение марихуаны
В 2016 году Журнал Американской ассоциации кардиологов опубликовал исследование, в котором было продемонстрировано, что уже 1 минута пассивного вдыхания дыма марихуаны оказывает такое же воздействие на кровеносные сосуды, как и вдыхание табака, однако эффект в первом случае длится дольше. Согласно другому исследованию, опубликованному в Журнале Канадской медицинской ассоциации, через 15 минут пассивного вдыхания дыма марихуаны тетрагидроканнабинол обнаруживается в слюне, крови и моче, что означает положительные результаты тестирования для любого, находившегося ранее в плохо вентилируемом помещении с продуктами курения марихуаны.
Пассивное курение марихуаны оказывает также психологическое воздействие, сходное с активным курением, но меньшее по своей интенсивности; дым вызывает дискомфорт и раздражение глаз. Те, кто подвергся воздействию марихуаны с более высоким содержанием ТГК, сообщили о её более сильном эффекте.